# Whitecaps de Vancouver (féminines)
Maillots
Les Whitecaps de Vancouver (féminines)  furent une équipe de soccer féminin canadien représentant la ville de Vancouver, en Colombie-Britannique.

## Histoire

### L’ancienne équipe
L'équipe féminine des Whitecaps est fondée en 2001 par la fusion des Angels de Vancouver, un club de football féminin qui évoluait dans la Women's Premier Soccer League, et de la vieille équipe féminine des 86ers de Vancouver, qui évoluait dans la W-League. La nouvelle équipe est initialement appelée «Breakers de Vancouver», mais elle est renommée «Whitecaps» en 2003. À partir de 2003, l'équipe joue dans la Conférence Ouest de la W-League, le premier niveau féminin au Canada. Les couleurs de l'équipe sont le bleu et le blanc.
L'équipe féminine fait partie prenante du club Whitecaps de Vancouver, qui possède une équipe masculine dans la Major League Soccer et une équipe de jeunes, le Vancouver Whitecaps Residency, jouant dans la Premier Development League. En 2010, les 3 équipes des Whitecaps disputent leurs matchs à domicile au Stade Swangard (5 288 places) dans la ville de Burnaby, à 11 kilomètres à l'est de Vancouver. Pour les saisons 2011 et 2012, l'équipe féminine des Whitecaps joue chacun de ses matchs à domicile dans une ville différente de la périphérie urbaine de Vancouver .
En janvier 2013, les Whitecaps dissolvent l'équipe féminine. Dans un communiqué de presse, Rachel Lewis, la directrice de l'exploitation des Whitecaps, explique que les Whitecaps dissolvent leur équipe féminine car de plus en plus des joueuses cadres partent jouer en National Women's Soccer League et que, en conséquence, l'équipe n'a plus sa place. Cependant, les académies pour les filles sont préservées.

### L'académie
En 2015, les Vancouver Whitecaps montent un partenariat avec la fédération canadienne et la fédération de Colombie-Britannique pour mettre en place un centre de formation. L'équipe est nommée Vancouver Whitecaps FC Girls Elite Academy.
En 2022, les Whitecaps remportent la Ligue1 BC devant le Varsity FC. Elles réitèrent la performance en 2023 face aux TSS Rovers, et décrochent leur premier titre interprovincial en battant le CF Montréal 2-1.
En avril 2024, la CONCACAF annonce que l’équipe de l’académie des jeunes joueuses des Whitecaps participera à la première édition du Coupe des champions féminine de la CONCACAF en tant que le champion de la Ligue1 Canada au 2023. Axel Schuster, le directeur sportif des Whitecaps, dit que la participation à la coupe des champions sera un «accélérateur» pour rétablir l’équipe professionnelle féminine, et que l’équipe qui participera à la coupe des champions se composera des joueuses adolescentes de l’académie et des joueuses additionnels qui ont plus de l’expérience.
Après avoir remporté le tournoi interprovincial de la Ligue1 Canada face au CS Mont-Royal Outremont, les Whitecaps remportent le tour préliminaire de Coupe des champions 1-0 face à l'Alianza FC.

### La deuxième incarnation
En décembre 2022, les internationales canadiennes Christine Sinclair et Diana Matheson annoncent la création d'une ligue professionnelle canadienne, la Super Ligue du Nord 2025 et dont les Whitecaps sont une des deux premières équipes. La franchise porte finalement le nom de Rise de Vancouver, et appartient au même propriétaire que les Whitecaps. 
L'académie est rebaptisée Vancouver Rise Academy.

## Parcours de l'équipe
| Année | Ligue        | conférence            | Division            | Saisons régulières                                                       | Séries éliminatoires                                                          |
| ----- | ------------ | --------------------- | ------------------- | ------------------------------------------------------------------------ | ----------------------------------------------------------------------------- |
| 2001  | USL W-League | Conférence de l'Ouest | Division de l'Ouest | Termine au 1er rang et remporte le titre de la conférence                | Finaliste au championnat de la ligue                                          |
| 2002  | USL W-League | Conférence de l'Ouest | Division de l'Ouest | Termine au 1er rang et remporte le titre de la conférence                | Perd en Semi-finale (3e place dans la ligue)                                  |
| 2003  | USL W-League | Conférence de l'Ouest | Division de l'Ouest | Termine au 1er rang et remporte le titre de la conférence                | Perd en finale de Conference                                                  |
| 2004  | USL W-League | Conférence de l'Ouest | Division de l'Ouest | Termine au 1er rang de sa division et remporte le titre de la conférence | Vainqueur du Championnat W-League                                             |
| 2005  | USL W-League | Conférence de l'Ouest | Division de l'Ouest | Termine au 1er rang de sa division et remporte le titre de la conférence | perd en semi-finale du W-League Championship (3e place dans la ligue)         |
| 2006  | USL W-League | Conférence de l'Ouest | Division de l'Ouest | Termine au 1er rang de sa division et remporte le titre de la conférence | Vainqueur du Championnat W-League                                             |
| 2007  | USL W-League | Conférence de l'Ouest | Division de l'Ouest | Termine 3e dans sa division                                              | ne se qualifie pas                                                            |
| 2008  | USL W-League | Conférence de l'Ouest | Division de l'Ouest | Termine 2e                                                               | Perd en finale de Conférence                                                  |
| 2009  | USL W-League | Conférence de l'Ouest | Division de l'Ouest | Termine 5e                                                               | ne se qualifie pas                                                            |
| 2010  | USL W-League | Conférence de l'Ouest | Division de l'Ouest | Termine au 1er rang de sa division et remporte le titre de la conférence | perd au match de grande finale W-League Championship (2e place dans la ligue) |
| 2011  | USL W-League | Conférence de l'Ouest | Division de l'Ouest | Termine 2e,                                                              | perd en semi-finale du W-League Championship (3e place dans la ligue),        |
| 2012  | USL W-League | Conférence de l'Ouest | Division de l'Ouest | Termine 6e                                                               | Ne se qualifie pas pour les éliminatoires                                     |

## Palmarès
- USL W-League :
  - Champions en 2004 et 2006
- USL W-League Conférence ouest :
  - Champions en 2003, 2004, 2005, 2006 et 2010
- Ligue1 BC :
  - Champions en 2022, 2023 et 2024
- Ligue1 Canada :
  - Champions en 2023 et 2024

## Distinctions individuelles
La défenseure Kelsey Hood, la milieu de terrain Tiffany Weimer, et l'attaquante Sydney Leroux sont élues sur l'équipe d'étoiles 2011 All-Conference Teams de la W-League,.
En 2012, l'attaquante Jenna Richardson est élue sur l'équipe d'étoiles de la W-League

## Entraîneurs
- Jesse Symons (2012) [22]
- Hubert Busby Jr. (2010-2011)[23]
- Alan Koch (2009)[24]
- Bob Birarda (2004-2008)

## Anciennes joueuses célèbres
Au cours de son histoire, le club a compté de nombreuses joueuses notables dont plusieurs internationales :
| - Amber Allen - Myriam Bouchard - Taryne Boudreau - Natalie Boyd - Chelsea May Buckland - Siobhan Chamberlain - Allysha Chapman - Candace Chapman - Caitlin Davie | - Jonelle Filigno - Martina Franko - Kasia Gwiazda - Elizabeth Hansen - Randee Hermus - Selenia Iacchelli - Rita Keimakh - Lauren Lachlan - Monica Lam-Feist | - Kara Lang - Erin McLeod - Tessa Meyer - Tiffeny Milbrett - Andrea Neil - Jodi-Ann Robinson - Claire Rustad - Sophie Schmidt - Brienna Shaw | - Christine Sinclair - Rheanne Sleiman - Sanna Talonen - Alicia Tesan - Katie Thorlakson - Nikki Wright - Emily Zurrer |

## Affluence des supporteurs

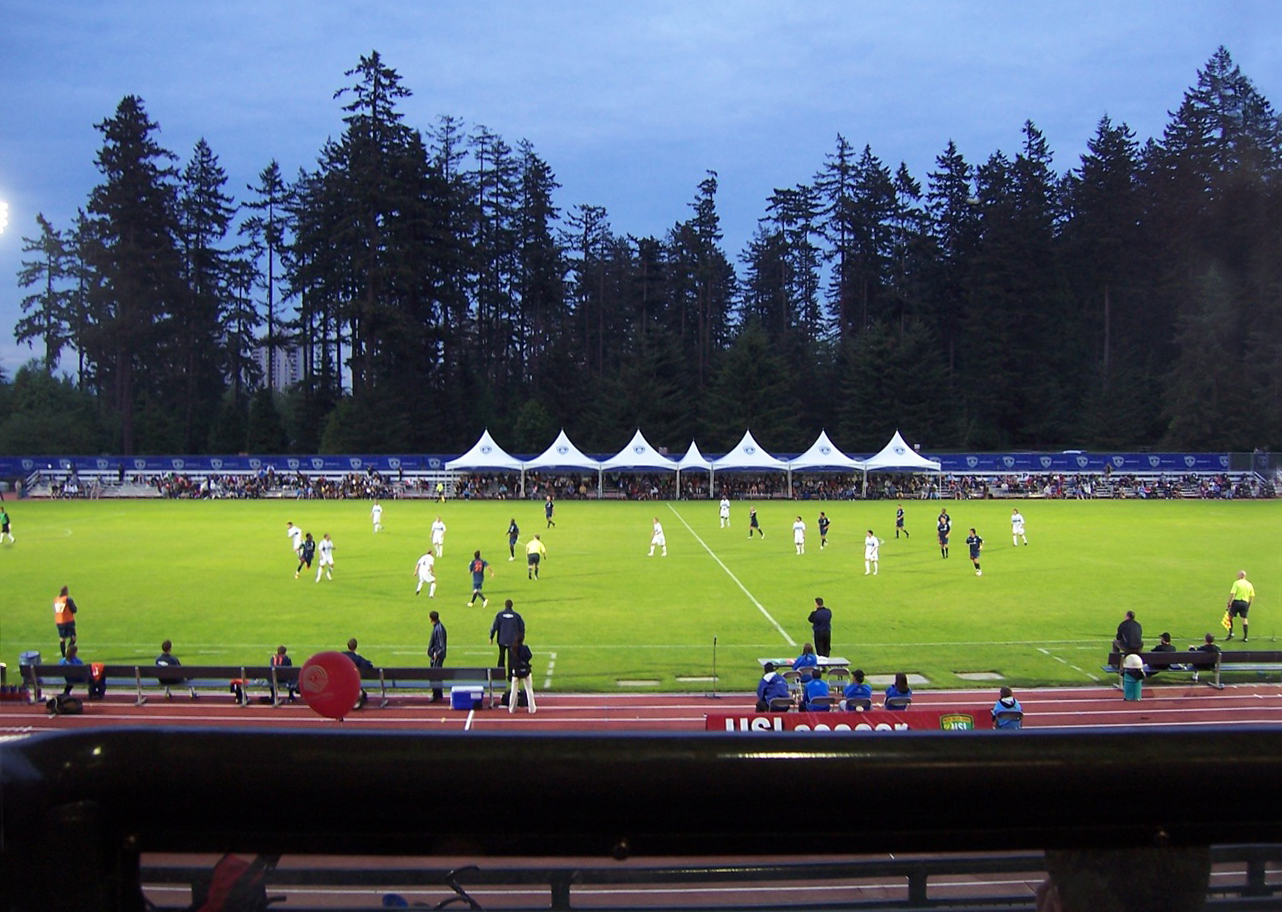
Le terrain du stade Swangard où jouaient les Whitecaps des saisons 2003 à 2010

L'équipe féminine des Whitecaps est réputée pour avoir les assistances les plus nombreuses dans toute la W-League. Lors des matchs à domicile, les Whitecaps femmes sont appuyés par des foules bruyantes de 1 500 à 2 000 supporteurs en moyenne par match.